# 小間條鰍
小間條鰍（學名：Heminoemacheilus parva）為輻鰭魚綱鯉形目條鰍科間條鰍屬的其中一種，分布於亞洲中國廣西壯族自治區靖西市左江流域的溶洞，體延長且側扁，口下位，上下唇薄，具觸鬚3對，無眼，體透明，尾鰭叉形，上葉較長，體無鱗片，側線明顯，棲息在洞穴底層水域，生活習性不明。

## 扩展阅读
維基物種上的相關：小間條鰍